# Robert Carter (basket-ball)
Pour les articles homonymes, voir Robert Carter et Carter.
Robert Carter, né le 4 avril 1994, à Thomasville, en Géorgie, est un joueur américain de basket-ball. Il évolue au poste d'ailier fort.